# 오즈번 화재 탐지기

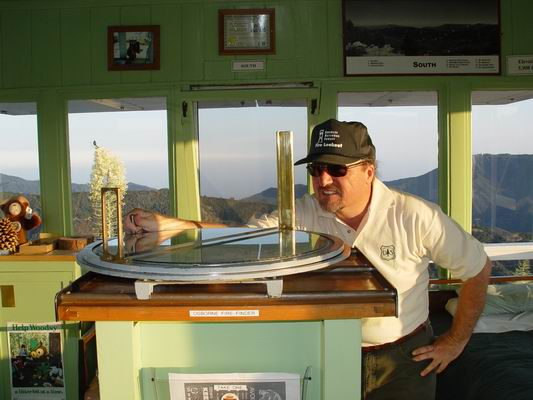
오즈번 화재 탐지기를 사용 중인 미국 산림청 직원

오즈번 화재 탐지기(Osborne Fire Finder)는 산불이 났을 때 그 방위각을 알기 위해 사용하는 시방계의 일종이다.
초기 형태는 1840년 영국 공학자 프랜시스 로널즈 경이 런던 소방을 돕기 위해 만든 것에서 찾을 수 있다. 현재 사용되는 것과 같은 형태의 것은 미국 오리건주 산림청의 윌리엄 오즈번이 만들었으며, 1915년부터 사용되었다.

## 같이 보기
- 조준의